# 天主教布尔尼亚教区
天主教布爾尼亞教區（拉丁語：Dioecesis Purneaënsis） 是羅馬天主教的一個教區，包括印度比哈爾邦東北部四縣，受巴特那總教區管轄。
教區成立於1998年6月27日。2004年有教友24,391名，佔轄區總人口百分之0.3。由卅七名司鐸名管理十四個堂區。現任教區主教為安傑勒斯‧庫尤爾。